# Steffisburg
Steffisburg é uma comuna da Suíça, no Cantão Berna, com cerca de 15.137 habitantes. Estende-se por uma área de 13,36 km², de densidade populacional de 1.133 hab/km². Confina com as seguintes comunas: Fahrni, Heimberg, Homberg, Schwendibach, Tune.
A língua oficial nesta comuna é o Alemão.